# Missionaris

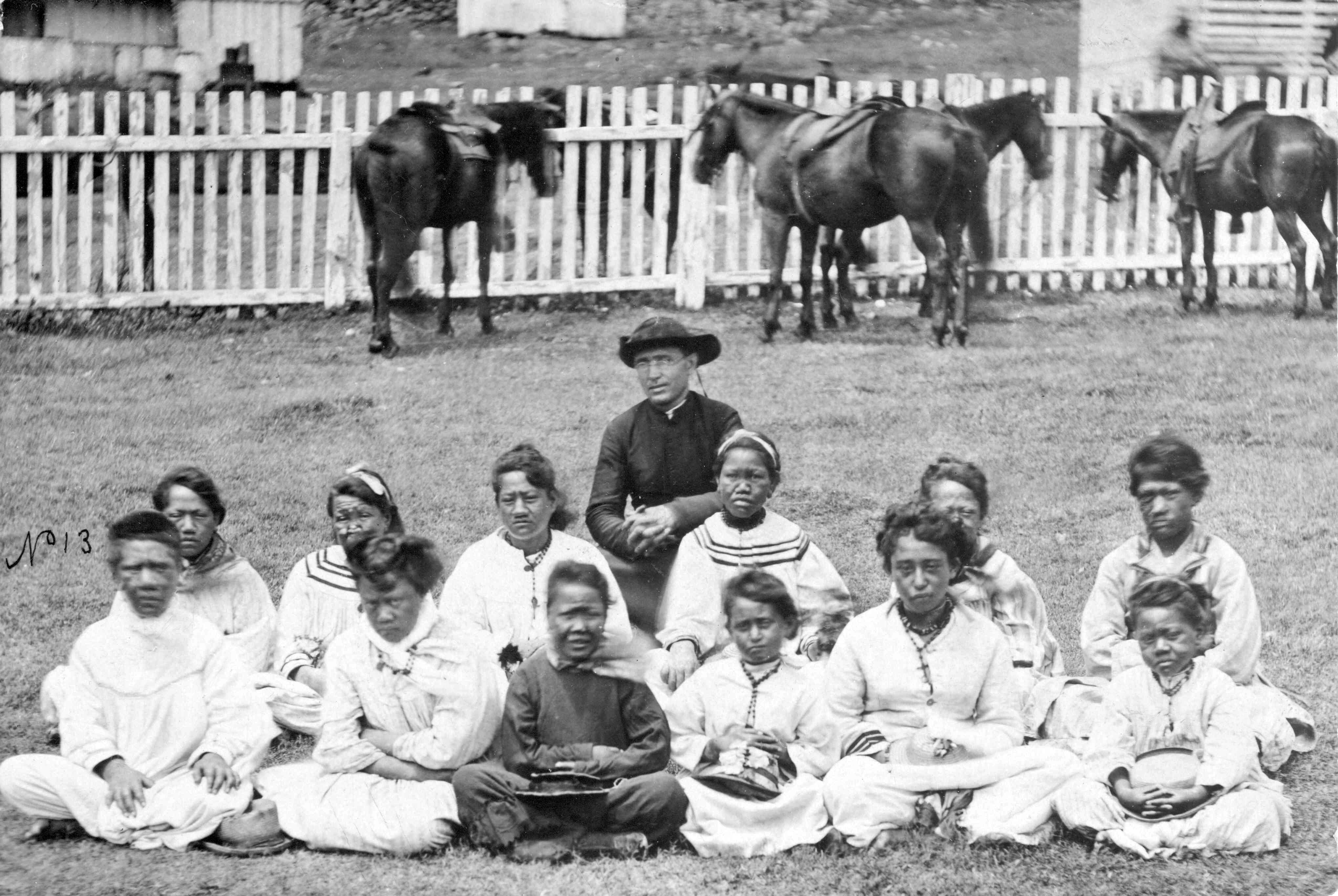
Pater Damiaan met melaatsen op het eiland Molokai (ca. 1870)

Een missionaris is een geestelijke (missiepater) of religieus (missiezuster of missiebroeder), die naar andere volkeren trekt om die tot zijn of haar godsdienst te bekeren (traditionele vorm), ofwel om zich als gelovige dienstbaar te maken aan de plaatselijke cultuur (moderne vorm). Missionarissen zijn vooral binnen het christendom bekend. Bij andere religies is de bekeringsdrang minder aanwezig of uit zich op andere wijzen.
De woorden missionaris en missie zijn afgeleid van het Latijnse woord missio, dat uitzending betekent. De plek waar een of meer missionarissen of missiezusters zijn gestationeerd wordt, is een missiepost. De studie van de verkondiging van het christelijk geloof aan niet-christenen is missiologie of missiewetenschap.
Tegenover het katholieke begrippenpaar 'missie' en 'missionaris' staat het protestantse begrippenpaar 'zending' en 'zendeling'. In de vroegmoderne tijd (vóór 1800) werd echter nog geen scherp onderscheid gemaakt tussen protestantse en katholieke evangelisatie. Het is ook typisch Nederlands; in de Engelse taal (en in andere talen) bestaat dit onderscheid niet en spreekt men enkel van mission / missionary, in alle kerkgemeenschappen. 

## Geschiedenis
Bij de kerstening van het gebied van het latere Nederland en België zijn talloze missionarissen betrokken geweest, die in die context ook geloofsverkondigers genoemd worden. De meesten zijn later heilig verklaard. De bekendste geloofsverkondigers in de Nederlanden zijn: Servaas, Amandus, Willibrord, Bonifatius, Liudger, Lebuïnus en Odulphus.
Een tweede golf van missionarissen trok Europa uit in het kielzog van ontdekkingsreizigers, richting de 'Nieuwe Wereld'. Kolonisatie en missionarering gingen hand in hand. Het christelijk geloof speelde een belangrijke rol in de koloniale beschavingsidealen en de legitimatie van koloniale doelen. Met name in de negentiende en vroege twintigste eeuw waren talloze missiecongregaties actief in Zuid-Amerika, Afrika en Azië. Deze golf zwakte in de tweede helft van de twintigste eeuw af, onder meer door de secularisering in Europa en de staatkundige dekolonisaties. 